# Monumento natural Contulmo

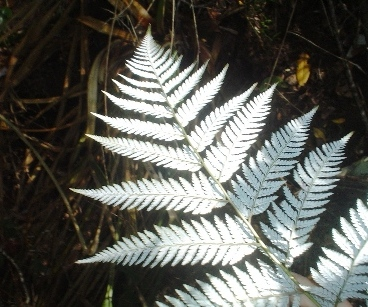
Envés de una fronda de Lophosoria quadripinnata en el Monumento natural Contulmo.

El Monumento natural Contulmo es uno de los quince monumentos naturales comprendidos dentro de las áreas silvestres protegidas de Chile. Está ubicado en la comuna de Purén, provincia de Malleco, en el límite regional con la provincia de Arauco (Región del Biobío) y comprende una superficie de 82 ha.

## Antecedentes
La Unidad fue creada como "Parque nacional" por Decreto Supremo n.º 365 del Ministerio de Tierras y Colonización de 8 de abril de 1941, con una superficie de 82 ha. Mediante Decreto Supremo n.º 492 del Ministerio de Agricultura de 28 de julio de 1982, se desafecta su calidad de Parque nacional. Mediante Decreto Supremo n.º 160 del Ministerio de Agricultura de 13 de octubre de 1992 se le reclasifica con el nombre de Monumento natural Contulmo. 
El monumento se ubica en la comuna de Purén, perteneciente a la provincia de Malleco. Dista doce km de la ciudad de Purén y 162 km de Temuco, la capital regional. El principal acceso es la ruta que parte de Purén por camino a Contulmo (Región del Biobío). El camino está asfaltado y es transitable todo el año.

## Geografía
La microcuenca de la unidad es exorreica, la cual es de régimen lótico. Contulmo forma parte de la cuenca del río Purén, de la cual nacen pequeñas vertientes, en donde se destaca el estero Manzanal. Tales cursos de agua están incluidos en la cuenca del río Imperial.
El monumento se ubica en las laderas occidentales de la Cordillera de la Costa, que en este sector recibe el nombre de Cordillera de Nahuelbuta, donde muestra un notorio de estrechamiento de aproximadamente 12 km. La unidad se localiza desde la cota 175 hasta los 500 m s. n. m.

## Clima
De acuerdo a la Clasificación climática de Köppen, el Monumento natural Contulmo tiene un clima templado de verano seco con una corta estación de sequía. La baja altitud del sector permite la penetración de la influencia marítima y de los vientos húmedos provenientes del oeste. Por tal motivo, Contulmo presenta la más alta pluviosidad en comparación a otros sectores de la Cordillera de Nahuelbuta y desaparece la estación seca. Las precipitaciones varían desde los 1900 hasta más de 3000 mm al año; la temperatura media anual es de 12,6 °C; la precipitación media anual de 1896,1 mm y la humedad relativa media anual de un 82%. 

## Medio ambiente
De acuerdo con la clasificación de Gajardo de 1996, el Monumento natural Contulmo está inserto en su totalidad en la Región de los Bosques Caducifolios y dentro de la Subregión de los Bosques Caducifolios del Llano. Dentro de la Subregión señalada, el Monumento tiene la Formación Vegetal Bosques Caducifolio de Concepción. 
Dentro de la flora se encuentra la macolla, y la fauna está representada por el puma, el pudú, el culpeo, la chilla, la torcaza, el concón, el lagarto matuasto, la ranita de Darwin y el sapito cuatro ojos.

## Visitantes
Este monumento natural recibe una pequeña cantidad de visitantes chilenos y extranjeros cada año.
| Año         | 2010 | 2011 | 2012 | 2013 | 2014 | 2015 | 2016 | 2017 | 2018 | 2019 | 2020 | 2021 | 2022 | 2023 | 2024 |
| ----------- | ---- | ---- | ---- | ---- | ---- | ---- | ---- | ---- | ---- | ---- | ---- | ---- | ---- | ---- | ---- |
| Chilenos    | 1285 | 2297 | 2656 | 5505 | 6094 | 6568 | 5511 | 5702 | 6655 | 4843 | 2851 | 768  | 1634 | 1478 | 3527 |
| Extranjeros | 54   | 38   | 75   | 151  | 150  | 112  | 75   | 158  | 79   | 48   | 0    | 0    | 0    | 0    | 0    |
| Total       | 1339 | 2335 | 2731 | 5656 | 6244 | 6680 | 5586 | 5860 | 6734 | 4891 | 2851 | 768  | 1634 | 1478 | 3527 |